# Panther KF51
O Panther KF51 é uma carro de combate principal alemão em desenvolvimento pela Rheinmetall. Revelado na exibição de defesa Eurosatory 2022.

## Descrição
O blindado adota o mesmo chassi que o Leopard 2, porém opera com uma torre totalmente redesenhada.
Proteção
Além da sua armadura modular reativa capaz de resistir a fortes calibres e mísseis antitanque, também conta com sistemas de proteção ativa como o de detecção de pré-disparo (pre-shot detection), do qual permite ao blindado a possibilidade de atacar antes do oponente realizar o disparo, e o sistema TAPS desenvolvido pela própria Rheinmetall para defender de ameaças de ataque de topo.
Também estão presentes dispersores de fumaça ROSY para incapacitar os oponentes de atingir o blindado com sucesso, aumentando a sua sobrevivência.